# Ataksi
Ataksi er en neurologisk tilstand med manglende koordinering af muskelbevægelser. Ataksi kan have forskellige årsager, herunder læsioner i lillehjernen (cerebellum), som har betydning for koordineringen af muskelkontraktioner, når en bevægelsessekvens skal igangsættes fra den motoriske hjernebark (motorisk cortex). Patienter med ataksi oplever dyssynergi (manglende evne til at bevæge de samhørende muskler i en kæde i én glidende bevægelse) og dysmetri (kan fx ikke ramme et mål med deres finger).

## Årsager
Én blandt flere årsager til ataksi er glutenataksi, en autoimmun tilstand, hvor indtag af gluten udløser, at kroppen danner antistoffer, der angriber hjerne og nervesystem, så lillehjernen skrumper med tiden, og der opstår ataksi. Denne udgør muligvis en stor del af alle tilfælde af ataksi med ukendt årsag.
Transglutaminase-6-antistoffer kan i nogle tilfælde påvises ved glutenataksi. MR-spektroskopi kan være uden fund indtil sent i forløbet. Negativ scanning udelukker ikke ataksi.
Øvrige cøliakiblodprøver, tarmbiopsi og hudbiopsi kan ikke bruges til diagnostik af glutenataksi, men glutenataksi og neurologiske symptomer forekommer oftere hos patienter kendt med Cøliaki eller Dermatitis Herpetiformis.
Behandlingen af glutenataksi er glutenfri diæt og evt. dækning af mangeltilstande med vitaminer og mineraler.